# Luperco

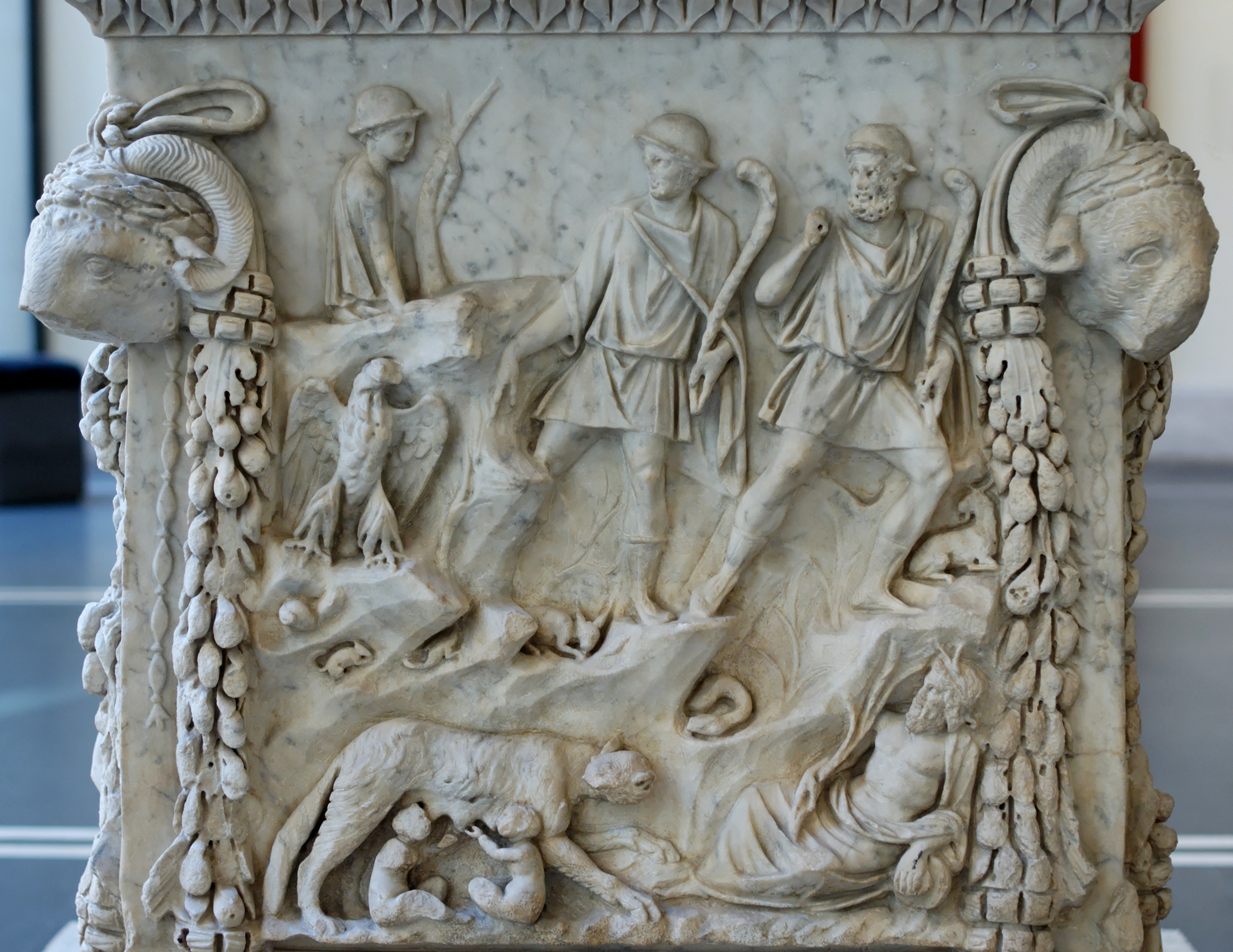
Altar de mármol con la representación de la cueva Lupercal.

Luperco (en latín Lupercus, derivado de lupus, "lobo") es un antiguo dios de la mitología romana invocado en la protección de la fertilidad y los rebaños. Inicialmente se le identificó con el lobo sagrado de Marte, posteriormente, como un epíteto de Fauno (Faunus lupercus, Fauno Luperco) y finalmente, asimilado al dios Pan.q

## Culto
En la Antigua Roma, al dios Luperco se le dedicó un santuario o cueva sagrada al pie de la ladera noroeste de la colina del Palatino, llamada Lupercal (del latín: lupercal, sagrado de Luperco), la misma cueva donde la leyenda señala que Fáustulo encontró a los gemelos Rómulo y Remo. 
Sus sacerdotes, los lupercos o lupercios (del latín: lupercalis, de Luperco), estaban divididos en dos sodalidades conocidas como Lupercos Quintili y Lupercos Fabiani, que según la tradición, procedían respectivamente, de los compañeros de Rómulo y Remo. El día sagrado para Luperco era el 15 de febrero y en la Lupercal se celebraban las fiestas Lupercales (en latín: Lupercalia), que consistían en ritos de purificación durante los que se le ofrecían sacrificios de una cabra y un perro, a lo que seguía la segunda parte del rito, donde dos jóvenes "Lupercos" desnudos se iniciaban con el rostro bañado de sangre de los animales inmolados y apenas vestidos con las pieles de los animales sacrificados, corrían alrededor del Palatino, golpeando a cualquiera que se encontrasen, particularmente a las mujeres, con látigos hechos con las pieles de los animales sacrificados. Las mujeres buscaban los latigazos pues se creía que se volvían fecundas.